# Medaliści igrzysk olimpijskich w łucznictwie
Lista medalistów olimpijskich w łucznictwie w latach 1900–2020:

## Medaliści igrzysk olimpijskich w łucznictwie

### Mężczyźni

#### indywidualnie
| Igrzyska olimpijskie | Złoto             | Srebro                 | Brąz              |
| -------------------- | ----------------- | ---------------------- | ----------------- |
| 1972 Monachium       | John Williams     | Gunnar Jervill         | Kyösti Laasonen   |
| 1976 Montreal        | Darrell Pace      | Hiroshi Michinaga      | Giancarlo Ferrari |
| 1980 Moskwa          | Tomi Poikolainen  | Boris Isaczenko        | Giancarlo Ferrari |
| 1984 Los Angeles     | Darrell Pace      | Richard McKinney       | Hiroshi Yamamoto  |
| 1988 Seul            | Jay Barrs         | Park Sung-soo          | Władimir Jeszejew |
| 1992 Barcelona       | Sébastien Flute   | Chung Jae-hun          | Simon Terry       |
| 1996 Atlanta         | Justin Huish      | Magnus Petersson       | Oh Kyo-moon       |
| 2000 Sydney          | Simon Fairweather | Vic Wunderle           | Wietse van Alten  |
| 2004 Ateny           | Marco Galiazzo    | Hiroshi Yamamoto       | Tim Cuddihy       |
| 2008 Pekin           | Wiktor Ruban      | Park Kyung-mo          | Bair Badionow     |
| 2012 Londyn          | Oh Jin-hyek       | Takaharu Furukawa      | Dai Xiaoxiang     |
| 2016 Rio de Janeiro  | Ku Bon-chan       | Jean-Charles Valladont | Brady Ellison     |
| 2020 Tokio           | Mete Gazoz        | Mauro Nespoli          | Takaharu Furukawa |
| 2024 Paryż           |                   |                        |                   |

#### drużynowo
| Igrzyska olimpijskie | Złoto                                                            | Srebro                                                             | Brąz                                                                |
| -------------------- | ---------------------------------------------------------------- | ------------------------------------------------------------------ | ------------------------------------------------------------------- |
| 1988 Seul            | Korea Południowa · Chun In-soo · Lee Han-sup · Park Sung-soo     | Stany Zjednoczone · Jay Barrs · Richard McKinney · Darrell Pace    | Wielka Brytania · Steven Hallard · Richard Priestman · Leroy Watson |
| 1992 Barcelona       | Hiszpania · Juan Holgado · Alfonso Menéndez · Antonio Vázquez    | Finlandia · Ismo Falck · Jari Lipponen · Tomi Poikolainen          | Wielka Brytania · Steven Hallard · Richard Priestman · Simon Terry  |
| 1996 Atlanta         | Stany Zjednoczone · Justin Huish · Butch Johnson · Rod White     | Korea Południowa · Jang Yong-ho · Kim Bo-ram · Oh Kyo-moon         | Włochy · Matteo Bisiani · Michele Frangilli · Andrea Parenti        |
| 2000 Sydney          | Korea Południowa · Oh Kyo-moon · Jang Yong-ho · Kim Chung-tae    | Włochy · Matteo Bisiani · Michele Frangilli · Ilario Di Buò        | Stany Zjednoczone · Butch Johnson · Rod White · Vic Wunderle        |
| 2004 Ateny           | Korea Południowa · Im Dong-hyun · Jang Yong-ho · Park Kyung-mo   | Chińskie Tajpej · Chen Szu-yuan · Liu Ming-huang · Wang Cheng-pang | Ukraina · Dmytro Hraczow · Wiktor Ruban · Ołeksandr Serdiuk         |
| 2008 Pekin           | Korea Południowa · Im Dong-hyun · Lee Chang-hwan · Park Kyung-mo | Włochy · Ilario Di Buò · Marco Galiazzo · Mauro Nespoli            | Chiny · Jiang Lin · Li Wenquan · Xue Haifeng                        |
| 2012 Londyn          | Włochy · Michele Frangilli · Marco Galiazzo · Mauro Nespoli      | Stany Zjednoczone · Brady Ellison · Jake Kaminski · Jacob Wukie    | Korea Południowa · Im Dong-hyun · Kim Bub-min · Oh Jin-hyek         |
| 2016 Rio de Janeiro  | Korea Południowa · Kim Woo-jin · Ku Bon-chan · Lee Seung-yun     | Stany Zjednoczone · Brady Ellison · Zach Garrett · Jake Kaminski   | Australia · Alec Potts · Ryan Tyack · Taylor Worth                  |
| 2020 Tokio           | Korea Południowa · Kim Woo-jin · Oh Jin-hyek · Kim Je-deok       | Chińskie Tajpej · Deng Yu-cheng · Tang Chih-chun · Wei Chun-heng   | Japonia · Takaharu Furukawa · Yūki Kawata · Hiroki Muto             |
| 2024 Paryż           |                                                                  |                                                                    |                                                                     |

### Kobiety

#### indywidualnie
| Igrzyska olimpijskie | Złoto               | Srebro           | Brąz               |
| -------------------- | ------------------- | ---------------- | ------------------ |
| 1972 Monachium       | Doreen Wilber       | Irena Szydłowska | Emma Gapczenko     |
| 1976 Montreal        | Luann Ryon          | Wałentyna Kowpan | Zebiniso Rustamowa |
| 1980 Moskwa          | Ketewan Losaberidze | Natalja Butuzowa | Päivi Meriluoto    |
| 1984 Los Angeles     | Seo Hyang-soon      | Li Lingjuan      | Kim Jin-ho         |
| 1988 Seul            | Kim Soo-nyung       | Wang Hee-kyung   | Yun Young-sook     |
| 1992 Barcelona       | Cho Youn-jeong      | Kim Soo-nyung    | Natalia Valeeva    |
| 1996 Atlanta         | Kim Kyung-wook      | He Ying          | Ołena Sadownycza   |
| 2000 Sydney          | Yun Mi-jin          | Kim Nam-soon     | Kim Soo-nyung      |
| 2004 Ateny           | Park Sung-hyun      | Lee Sung-jin     | Alison Williamson  |
| 2008 Pekin           | Zhang Juanjuan      | Park Sung-hyun   | Yun Ok-hee         |
| 2012 Londyn          | Ki Bo-bae           | Aída Román       | Mariana Avitia     |
| 2016 Rio de Janeiro  | Chang Hye-jin       | Lisa Unruh       | Ki Bo-bae          |
| 2020 Tokio           | An San              | Jelena Osipowa   | Lucilla Boari      |
| 2024 Paryż           |                     |                  |                    |

#### drużynowo
| Igrzyska olimpijskie | Złoto                                                              | Srebro                                                                                | Brąz                                                               |
| -------------------- | ------------------------------------------------------------------ | ------------------------------------------------------------------------------------- | ------------------------------------------------------------------ |
| 1988 Seul            | Korea Południowa · Kim Soo-nyung · Wang Hee-kyung · Yun Young-sook | Indonezja · Lilies Handayani · Nurfitriyana Saiman · Kusuma Wardhani                  | Stany Zjednoczone · Debra Ochs · Denise Parker · Melanie Skillman  |
| 1992 Barcelona       | Korea Południowa · Cho Youn-jeong · Kim Soo-nyung · Lee Eun-kyung  | Chiny · Ma Xiangjun · Wang Hong · Wang Xiaozhu                                        | WNP · Ludmiła Arżannikowa · Chatuna Kwriwiszwili · Natalia Valeeva |
| 1996 Atlanta         | Korea Południowa · Kim Jo-sun · Kim Kyung-wook · Youn Hye-young    | Niemcy · Barbara Mensing · Cornelia Pfohl · Sandra Wagner-Sachse                      | Polska · Iwona Dzięcioł · Katarzyna Klata · Joanna Nowicka         |
| 2000 Sydney          | Korea Południowa · Kim Soo-nyung · Kim Nam-soon · Yun Mi-jin       | Ukraina · Ołena Sadownycza · Natalija Burdejna · Kateryna Serdiuk                     | Niemcy · Barbara Mensing · Cornelia Pfohl · Sandra Wagner-Sachse   |
| 2004 Ateny           | Korea Południowa · Lee Sung-jin · Park Sung-hyun · Yun Mi-jin      | Chiny · He Ying · Lin Sang · Zhang Juanjuan                                           | Chińskie Tajpej · Chen Li-ju · Wu Hui-ju · Yuan Shu-chi            |
| 2008 Pekin           | Korea Południowa · Joo Hyun-jung · Park Sung-hyun · Yun Ok-hee     | Chiny · Chen Ling · Guo Dan · Zhang Juanjuan                                          | Francja · Virginie Arnold · Sophie Dodemont · Berengere Schuh      |
| 2012 Londyn          | Korea Południowa · Lee Sung-jin · Ki Bo-bae · Choi Hyeon-ju        | Chiny · Fang Yuting · Cheng Ming · Xu Jing                                            | Japonia · Kaori Kawanaka · Ren Hayakawa · Miki Kanie               |
| 2016 Rio de Janeiro  | Korea Południowa · Chang Hye-jin · Choi Mi-sun · Ki Bo-bae         | Rosja · Tujana Daszydorżiewa · Inna Stiepanowa · Ksienija Pierowa                     | Chińskie Tajpej · Le Chien-ying · Lin Shih-chia · Tan Ya-ting      |
| 2020 Tokio           | Korea Południowa · An San · Jang Min-hee · Kang Chae-young         | Rosyjski Komitet Olimpijski · Swietłana Gombojewa · Jelena Osipowa · Ksienija Pierowa | Niemcy · Michelle Kroppen · Charline Schwarz · Lisa Unruh          |
| 2024 Paryż           | Korea Południowa · Lim Si-hyeon · Nam Su-hyeon · Jeon Hun-young    | Chiny · Li Jiaman · Yang Xiaolei · An Qixuan                                          | Meksyk · Alejandra Valencia · Ana Paula Vasquez · Angela Ruiz      |

### Mikst
| Igrzyska olimpijskie | Złoto                                   | Srebro                                        | Brąz                                       |
| -------------------- | --------------------------------------- | --------------------------------------------- | ------------------------------------------ |
| 2020 Tokio           | Korea Południowa · An San · Kim Je-deok | Holandia · Gabriela Schloesser · Steve Wijler | Meksyk · Alejandra Valencia · Luis Álvarez |
| 2024 Paryż           |                                         |                                               |                                            |

## Medaliści w konkurencjach nierozgrywanych obecnie

### Mężczyźni

#### Au cordon doré (50 m – Scheibenschießen)
| Igrzyska olimpijskie | Złoto         | Srebro           | Brąz          |
| -------------------- | ------------- | ---------------- | ------------- |
| 1900 Paryż           | Henri Hérouin | Hubert Van Innis | Émile Fisseux |

#### Au cordon doré (33 m – Scheibenschießen)
| Igrzyska olimpijskie | Złoto            | Srebro          | Brąz           |
| -------------------- | ---------------- | --------------- | -------------- |
| 1900 Paryż           | Hubert Van Innis | Victor Thibault | Frédèric Petit |

#### Au chapelet (50 m – Scheibenschießen)
| Igrzyska olimpijskie | Złoto         | Srebro      | Brąz          |
| -------------------- | ------------- | ----------- | ------------- |
| 1900 Paryż           | Eugène Mougin | Henri Helle | Émile Mercier |

#### Au chapelet (33 m – Scheibenschießen)
| Igrzyska olimpijskie | Złoto            | Srebro          | Brąz           |
| -------------------- | ---------------- | --------------- | -------------- |
| 1900 Paryż           | Hubert Van Innis | Victor Thibault | Frédèric Petit |

#### Sur la perche à la herse (Mastschießen)
| Igrzyska olimpijskie | Złoto           | Srebro                         | Brąz |
| -------------------- | --------------- | ------------------------------ | ---- |
| 1900 Paryż           | Emmanuel Foulon | Auguste Serrurier Emile Druart |      |

#### Sur la perche à la pyramide (Mastschießen)
| Igrzyska olimpijskie | Złoto          | Srebro            | Brąz          |
| -------------------- | -------------- | ----------------- | ------------- |
| 1900 Paryż           | Émile Grumiaux | Auguste Serrurier | Louis Glineur |

#### Au cordon doré (50 m – Scheibenschießen) championat du monde
W tych zawodach mogli wziąć udział tylko najlepsi strzelcy z poprzednich zawodów. Można dyskutować, czy należy je uznać za zawody olimpijskie, ponieważ są to mistrzostwa świata z nazwy.
| Igrzyska olimpijskie | Złoto         | Srebro           | Brąz |
| -------------------- | ------------- | ---------------- | ---- |
| 1900 Paryż           | Henri Hérouin | Hubert Van Innis |      |

#### Double York Round
| Igrzyska olimpijskie | Złoto         | Srebro          | Brąz             |
| -------------------- | ------------- | --------------- | ---------------- |
| 1904 St. Louis       | George Bryant | Robert Williams | William Thompson |

#### Double American Round
| Igrzyska olimpijskie | Złoto         | Srebro          | Brąz             |
| -------------------- | ------------- | --------------- | ---------------- |
| 1904 St. Louis       | George Bryant | Robert Williams | William Thompson |

#### Team American Round
| Igrzyska olimpijskie | Złoto | Srebro | Brąz |
| -------------------- | --- | --- | --- |
| 1904 St. Louis       | Stany Zjednoczone Potomac Archers, Washington D. C. · William Thompson · Robert Williams · Lewis Maxson · Galen Spencer | Stany Zjednoczone Cincinnati Archers · Charles Woodruff · William Clark · Charles Hubbard · Samuel Duvall | Stany Zjednoczone Boston Archers · George Bryant · Wallace Bryant · Cyrus Edwin Dallin · Henry B. Richardson |

#### York Round
| Igrzyska olimpijskie | Złoto       | Srebro               | Brąz             |
| -------------------- | ----------- | -------------------- | ---------------- |
| 1908 Londyn          | William Dod | Reginald Brooks-King | Henry Richardson |

#### Continental Round
| Igrzyska olimpijskie | Złoto         | Srebro       | Brąz            |
| -------------------- | ------------- | ------------ | --------------- |
| 1908 Londyn          | Eugène Grisot | Louis Vernet | Gustave Cabaret |

#### Festes Vogelziel, kleiner Vogel, Einzel
| Igrzyska olimpijskie | Złoto           | Srebro             | Brąz           |
| -------------------- | --------------- | ------------------ | -------------- |
| 1920 Antwerpia       | Edmond Van Moer | Louis Van De Perck | Joseph Hermans |

#### Festes Vogelziel, großer Vogel, Einzel
| Igrzyska olimpijskie | Złoto           | Srebro             | Brąz           |
| -------------------- | --------------- | ------------------ | -------------- |
| 1920 Antwerpia       | Edmond Cloetens | Louis Van De Perck | Firmin Flamand |

#### Festes Vogelziel, Mannschaft
| Igrzyska olimpijskie | Złoto | Srebro | Brąz |
| -------------------- | --- | ------ | ---- |
| 1920 Antwerpia       | Belgia · Edmond Cloetens · Louis Van De Perck · Firmin Flamand · Edmond Van Moer · Joseph Hermans · Auguste Van De Verre |        |      |

#### Bewegliches Vogelziel, 28 m, Einzel
| Igrzyska olimpijskie | Złoto            | Srebro         | Brąz |
| -------------------- | ---------------- | -------------- | ---- |
| 1920 Antwerpia       | Hubert Van Innis | Léonce Quentin |      |

#### Bewegliches Vogelziel, 28 m, Mannschaft
| Igrzyska olimpijskie | Złoto | Srebro | Brąz |
| -------------------- | --- | --- | --- |
| 1920 Antwerpia       | Holandia · Janus Theeuwes · Driekske van Bussel · Joep Packbiers · Janus van Merrienboer · Jo van Gastel · Theo Willems · Piet de Brouwer · Tiest van Gestel | Belgia · Hubert Van Innis · Alphonse Allaert · Edmond De Knibber · Louis Delcon · Jérôme De Mayer · Pierre Van Thielt · Louis Fierens · Louis Van Beeck | Francja · Julien Brulé · Léonce Quentin · Eugène Grisot · Pascal Fauvel · Eugène Richez · Paul Leroy · Artur Mabellon |

#### Bewegliches Vogelziel, 33 m, Einzel
| Igrzyska olimpijskie | Złoto            | Srebro       | Brąz |
| -------------------- | ---------------- | ------------ | ---- |
| 1920 Antwerpia       | Hubert Van Innis | Julien Brulé |      |

#### Bewegliches Vogelziel, 33 m, Mannschaft
| Igrzyska olimpijskie | Złoto | Srebro | Brąz |
| -------------------- | --- | --- | ---- |
| 1920 Antwerpia       | Belgia · Hubert Van Innis · Pierre Van Thielt · Louis Van Beeck · Jérôme De Mayer · Alphonse Allaert · Louis Delcon · Edmond De Knibber · Louis Fierens | Francja · Julien Brulé · Léonce Quentin · Eugène Richez · Pascal Fauvel · Eugène Grisot · Paul Leroy · Artur Mabellon |      |

#### Bewegliches Vogelziel, 50 m, Einzel
| Igrzyska olimpijskie | Złoto        | Srebro           | Brąz |
| -------------------- | ------------ | ---------------- | ---- |
| 1920 Antwerpia       | Julien Brulé | Hubert Van Innis |      |

#### Bewegliches Vogelziel, 50 m, Mannschaft
| Igrzyska olimpijskie | Złoto | Srebro | Brąz |
| -------------------- | --- | --- | ---- |
| 1920 Antwerpia       | Belgia · Hubert Van Innis · Pierre Van Thielt · Jérôme De Mayer · Alphonse Allaert · Edmond De Knibber · Louis Delcon · Louis Van Beeck · Louis Fierens | Francja · Julien Brulé · Léonce Quentin · Eugène Richez · Pascal Fauvel · Eugène Grisot · Paul Leroy · Artur Mabellon |      |

### Kobiety

#### Double National Round
| Igrzyska olimpijskie | Złoto          | Srebro     | Brąz          |
| -------------------- | -------------- | ---------- | ------------- |
| 1904 St. Louis       | Matilda Howell | Emma Cooke | Eliza Pollock |

#### Double Columbia Round
| Igrzyska olimpijskie | Złoto          | Srebro     | Brąz          |
| -------------------- | -------------- | ---------- | ------------- |
| 1904 St. Louis       | Matilda Howell | Emma Cooke | Eliza Pollock |

#### Team Round
| Igrzyska olimpijskie | Złoto                                                                                                  | Srebro | Brąz |
| -------------------- | --- | ------ | ---- |
| 1904 St. Louis       | Stany Zjednoczone Cincinnati Archers · Matilda Howell · Eliza Pollock · Emily Woodruff · Leonie Taylor |        |      |

#### National Round
| Igrzyska olimpijskie | Złoto        | Srebro     | Brąz               |
| -------------------- | ------------ | ---------- | ------------------ |
| 1908 Londyn          | Sybil Newall | Lottie Dod | Beatrice Hill-Lowe |